# Maruim (ilha de Pernambuco)
Uma comunidade situada no município de Olinda que será urbanizada em breve. O alargamento previsto de uma das pistas da avenida principal e o saneamento de parte da comunidade e duas novas vias, ajudarão na mobilidade da população. 
De acordo com a reportagem, o projeto prevê que a rede de esgoto das casas da comunidade será ligada à estação elevatória, que contará com uma fossa de aproximadamente seis metros de profundidade. De lá, o conteúdo será bombeado até outra EE, localizada na Rua Pedro de Souza Lopes, no Varadouro. Segundo a Prefeitura de Olinda, há saneamento em metade do Maruim, mas o esgoto é jogado nas águas do Beberibe e do canal sem tratamento, em virtude da falta da estação. O projeto de urbanização do Maruim foi feito em parceria com o Ministério do Turismo. Pode-se encontrar estas informações em uma das plantas, datada de agosto de 2005, mais de doze anos atrás. 
Não há dados populacionais dos habitantes desta região.  

## Nome
Ilha do Maruim, vem de "Maruí" e "maruim" termos oriundos do termo tupi mberu'i, que significa "mosca pequena".